# Return Merchandise Authorization

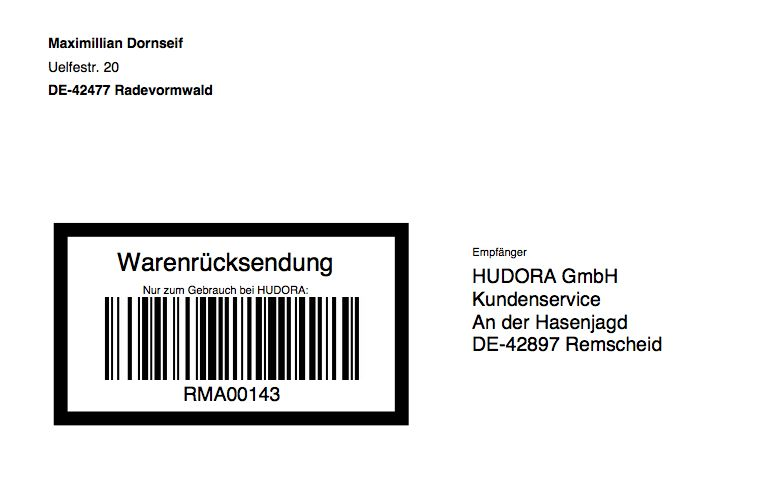
Documento típico de RMA

Return Merchandise Authorization (RMA) ou Autorização de Devolução de Mercadoria (ADM) é uma transação onde o dono de um produto envia o material defeituoso para o fornecedor de forma a obter uma reparação do produto ou um novo, ou de forma a ter o seu crédito reembolsado para poder adquirir um outro produto do mesmo fornecedor ou empresa.
Em muitos casos, uma ADM é dada após várias séries de testes.
Por exemplo: Para um produto de hardware, se existe algum defeito, um engenheiro irá analisar o produto à procura de defeitos. Se for encontrado algum defeito, o engenheiro ira analisar se este foi provocado pelo consumidor.
Isto é feito para que o fornecedor não sofra perdas devido à negligência do entregador, usuário, distribuidor ou revenda. 
Geralmente, é feito com bens que estão novos e vieram com defeitos de fábrica, ou quando se tornam defeituosos e ainda se encontram na garantia.
O consumidor geralmente telefona para um número de apoio ao cliente e recebe um "Número de ADM".

## História
Na Roma Antiga, já havia a ideia da devolução de mercadorias com defeito. De acordo com o jurista Marcus Antistius Labeo, quem comprasse um escravo eunuco sem saber que ele era eunuco, ou uma mulher estéril sem saber disso, poderia devolver a mercadoria.